# Sun Anke
Zhang Xiaowei (chino simplificado: 孙安可, chino tradicional: 张晓唯, pinyin: Sun Anke; Tonghua, Jilin, China, 3 de febrero de 1998), más conocida como Sun Anke, es una actriz china de cine y televisión. Debutó el 2016 en la película Failure Ghost Remember. En 2021, se hizo conocida al protagonizar la película Ji hun (The Soul).

## Carrera
En 2016, Sun hizo su debut como actriz en la película de terror Failure Ghost Remember. Luego protagonizó el drama de comedia romántica Master Devil Do Not Kiss Me.
En 2019, Sun ganó reconocimiento por protagonizar el drama de wuxia Heavenly Sword and Dragon Slaying Saber, interpretando a Yang Buhui. El mismo año, protagonizó el drama romántico histórico Dreaming Back to the Qing Dynasty como una de las protagonistas principales.
En 2020, Sun participó en el drama histórico Winner Is King, basado en la novela Sha Po Lang de Priest. El año 2021 protagonizó su segunda película, el thriller de ciencia ficción The Soul, dirigido por Cheng Wei-hao.

## Filmografía

### Cine
| Año  | Título                 | Título chino  | Rol      | Director(a)   |
| ---- | ---------------------- | ------------- | -------- | ------------- |
| 2016 | Failure Ghost Remember | 衰鬼记        | Niu Lili |               |
| 2021 | The Soul               | 缉魂 (Ji hun) | Li Yen   | Wei-Hao Cheng |

### Televisión
| Año  | Título                                  | Título chino         | Rol           |
| ---- | --------------------------------------- | -------------------- | ------------- |
| 2016 | The Curious Journey of Chen Ergou       | 陈二狗的妖孽人生     | Wei Dongchong |
| 2016 | Qi Huang Wu Lang Hei Zhi Shen Ji Mi Ce  | 七黄五狼黑之神机秘策 | Jing Hong     |
| 2017 | Master Devil Do Not Kiss Me             | 恶魔少爷别吻我       | Mo Xinwei     |
| 2019 | Heavenly Sword and Dragon Slaying Sabre | 倚天屠龙记           | Yang Buhui    |
| 2019 | Arsenal Military Academy                | 烈火军校             | Qu Manshu     |
| 2019 | The Locked Room                         | 上锁的房间           | Gu Ying       |
| 2019 | Dreaming Back to the Qing Dynasty       | 梦回                 | Ming Hui      |
| 2020 | Fairyland Lovers                        | 蓬莱间               | Wu Ke         |
| 2021 | Humans                                  | 你好，安怡           | Qu Sijia      |
| 2021 | Truth or Dare                           | 花好月又圆           | Chen Yingyao  |
| 2021 | Winner Is King                          | 杀破狼               | Chen Qingjia  |
| 2021 | The Bond                                | 乔家的儿女           |               |